# جائزة جنوب إفريقيا الكبرى 1967
جائزة جنوب أفريقيا الكبرى 1967 هو سباق فورمولا 1 أقيم في خاوتينغ، جنوب أفريقيا. كان الأول من أصل 11 في بطولة العالم لسباقات الفورمولا واحد موسم 1967. فاز به المكسيكي بيدرو رودريغيز.